# Gordian Knot (album)
Gordian Knot è il primo album in studio del gruppo musicale statunitense Gordian Knot, pubblicato nel 1998.

## Descrizione
Si presenta come un album tendenzialmente death metal, ma con evidenti riferimenti al rock progressivo e al rock strumentale.

## Tracce
Testi e musiche di Sean Malone.
1. Galois – 5:23
2. Code/Anticode – 3:40
3. Reflections – 3:30
4. Megrez – 4:23
5. Redemption's Way – 5:30
6. Komm Susser Tod – 3:32
7. Rivers Dancing – 4:42
8. Srikara Tal – 5:28

## Formazione
Gruppo
- Paul Masvidal – voce, chitarra
- Sean Malone – basso, Chapman Stick
- Adam Levy - chitarra
- Kevin Moore - tastiera
- Sean Reinert – batteria